# Иван-Вазово
Иван-Вазово (болг. Иван Вазово) — село в Болгарии. Находится в Пловдивской области, входит в общину Калояново. Население составляет 330 человек.

## Политическая ситуация
В местном кметстве Иван-Вазово, в состав которого входит Иван-Вазово, должность кмета (старосты) исполняет Димо Тодоров Димов (независимый) по результатам выборов.
Кмет (мэр) общины Калояново — Александр  Крыстев Абрашев (коалиция партий: Граждане за европейское развитие Болгарии (ГЕРБ), Союз демократических сил (СДС), Демократы за сильную Болгарию (ДСБ), Земледельческий народный союз (ЗНС)) по результатам выборов.